# Świątynia Shitthaung
Świątynia Shitthaung (arakan. i birm. ရှစ်သောင်းဘုရား Wymowa arakańska: /ʃaɪʔθáʊɴ pʰəɹá/, Wymowa birmańska:/ʃɪʔθáʊɴ pʰəjá/; pol. Pagoda Osiemdziesięciu Tysięcy) — świątynia buddyjska w Myauk U, w stanie Rakhine w Mjanmie (Birmie). Od początków XX w. uważana, za jedną z najważniejszych świątyń Arakanu oraz przykład odrębności arakańskiej architektury sakralnej. Jej nazwa wywodzi się od umieszczonych w niej ok. 84.000 wizerunków Buddy.

## Historia
Świątynia Shitthaung została ufundowana w roku 1536 przez króla Min Bina, władcę królestwa Mrauk U, dla upamiętnienia dokonanego właśnie przez niego podboju dwunastu prowincji Bengalu (z tego powodu bywa też nazywana Świątynią Zwycięstwa). Budowlę wznieśli sprowadzeni z podbitych prowincji robotnicy i architekci. Była ona miejscem ceremonii królewskich. Wraz z upadkiem królestwa Mrauk U świątynia Shitthaung zaczęła popadać w ruinę. W roku 1784 ostrzelali ją podbijający królestwo Birmańczycy. W 1825 stała się celem dla artylerii brytyjskiej podczas I wojny brytyjsko-birmańskiej. Odbudowana została w latach 20. XX w. Podczas II wojny światowej Japończycy wykorzystali masywne budynki świątyni jako skład amunicji. Została ona wówczas poważnie uszkodzona przez bombardowanie. Kolejna renowacja miała miejsce w latach 50.

## Architektura

Plan świątyni

### Otoczenie
Świątynię wybudowano na dwóch wzniesionych na sobie platformach. Na pierwszej platformie znalazły się dwie wybudowane z piaskowca pagody: Pagoda Wschodu Słońca (wybudowana na planie ośmiokąta) i Pagoda Zachodu Słońca (okrągła). Do znajdującego się po stronie wschodniej wejścia prowadzą od południa długie schody. Na prawo od wejścia znajduje się czworoboczna kamienna kolumna, której trzy powierzchnie zajmują inskrypcje opisujące historię królów władających Arakanem od VI do XII w. po Chr. Mierząca 3,3 m kolumna została przeniesiona do Myauk U z jednej z dawnych stolic Arakanu – Wesali.
Platforma świątyni otoczona jest z trzech stron rzędami małych stup. Spinające kolejne stupy kamienne bloki ozdobione są wizerunkami Buddy (od strony świątyni) oraz ogrów, nagów, ptaków i fantastycznych bestii (od strony zewnętrznej). Zachodni skraj platformy tworzy kamienny parawan z trzema dużymi łukami. Całość przypomina architekturę szesnastowiecznych meczetów w Gaur, ówczesnej stolicy Bengalu.

### Budynek
Główny budynek świątyni zbudowano na planie kwadratu wpisanego w prostokątny obrys całego kompleksu. Na środku dachu budynku umieszczono stupę w kształcie dzwonu; w rogach dachu znalazły się cztery mniejsze stupy, a kolejne 24 otaczają stupę centralną.
Znajdujące się po stronie wschodniej wejście prowadzi do drewnianego, pokrytego piętrowym dachem podtrzymywanym przez betonowe kolumny budynku sali modlitw, którą ozdabiają malowidła przedstawiające historię stanu Arakan i dzieje samej świątyni. Przechodzi się z niej do centralnej kaplicy świątyni, w której znajduje się główny posąg Buddy zwrócony twarzą ku sali modlitw. Mierzy on ok. 2,75 m i przedstawia Buddę w pozycji siedzącej, z rękami ułożonymi w geście wezwania ziemi na świadka (bhumisparśamudra) w chwili oświecenia. W latach 70. XX w. po stronie zachodniej dobudowano salę koronacyjną.
Wokół centralnego pomieszczenia z posągiem poprowadzono trzy sklepione korytarze.

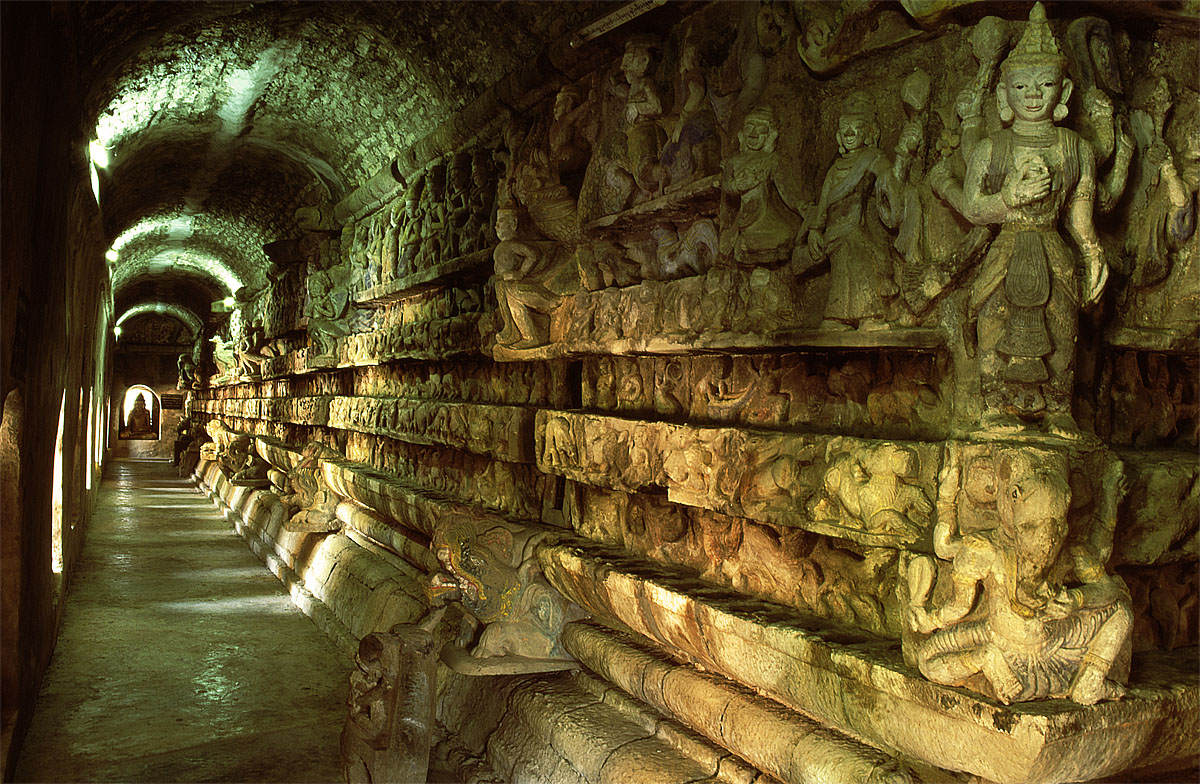
Część południowa zewnętrznego korytarza. Na pierwszym planie król Min Bin stojący na słoniu Ganesi

Korytarz zewnętrzny. Jego zewnętrzna ściana poprzetykana jest 28 otworami, w których ustawiono po dwa zwrócone do siebie plecami naturalnych rozmiarów posągi Buddy w pozycji siedzącej. Reprezentują one kolejnych Buddów ery przeszłej i obecnej. Wpadające  przez otwory światło oświetla ścianę wewnętrzną pokrytą płaskim reliefem układającym się w sześć poziomów. Na powierzchni reliefów pozostały resztki kolorowej emalii. Ich dolne poziomy przedstawiają różne gatunki zwierząt, oraz ludzi w scenach tańca, polowania czy zapasów, a więc w Świecie Pięciu Zmysłów. Reliefy umieszczone na poziomach środkowych przedstawiają wyższe formy egzystencji w tym samym świecie: wcześniejszych 550 wcieleń Gautamy Buddy w scenach z Dżataki i literatury buddyjskiej. Zawarte są też na nich sceny z kronik arakańskich. Na poziomie piątym znalazły się wizerunki duchów czterech stron świata (Lokapala). Wreszcie, poziom najwyższy zajmują    istoty należące już do Świata Czystej Formy. W czterech rogach korytarza znajdują się naturalnej wielkości posągi, z których północno-wschodni przedstawia Indrę, a południowo-wschodni króla Min Bina.
Korytarz środkowy. Na jego wewnętrznych ścianach umieszczono rzędy mniejszych wizerunków Buddy. Prowadzi on do pomieszczenia, w którym, według zarządców świątyni, Min Bin i jego następcy mieli co roku odbywać medytację zapewniającą urodzaj i dostatek królestwa. Z pomieszczenia tego przechodzi się do trzeciego korytarza.
Korytarz wewnętrzny. W ścianach tego korytarza znajdują się nisze, w których umieszczono 28 identycznych wizerunków Buddy.

## Znaczenie symboliczne
Liczne przebudowy utrudniają dzisiaj odczytanie symbolicznego znaczenie świątyni Shitthaung w momencie jej powstawania. W zdobieniach ścian świątyni znajdują się liczne odniesienia do koncepcji króla, jako ziemskiego odpowiednika Indry, króla bogów. Pionowy układ świątyni stanowi odbicie trzech światów buddyjskiej kosmologii: dolne poziomy reliefów przedstawiają Świat Pięciu Zmysłów, w którym włada król będący odpowiednikiem Indry, w którym wiodły swoje życie kolejne wcielenia Buddy i którego strzegą duchy czterech stron świata; przedstawieni na najwyższym poziomie bogowie wprowadzają nas w Świat Doskonałej Formy; wreszcie wieńcząca świątynię stupa wraz z mniejszymi stupami symbolizuje najwyższy Świat Bez Formy, będący celem szukających oświecenia.